# Mabel Landry
Mabel Landry (Mabel Marie „Dolly“ Landry, verheiratete Staton; * 20. November 1932 in Chicago; † 20. Februar 2025) war eine US-amerikanische Weitspringerin und Sprinterin.
Bei den Olympischen Spielen 1952 in Helsinki wurde sie Siebte, wobei sie in der Vorrunde mit 5,88 m ihre persönliche Bestleistung aufstellte. 1955 gewann sie bei den Panamerikanischen Spielen in Mexiko-Stadt Bronze über 60 m und Gold mit dem US-Quartett in der 4-mal-100-Meter-Staffel. Fünfmal wurde sie US-Meisterin im Weitsprung (1949, 1950, 1952–1954) und zweimal über 50 m (1953, 1954).